# Masoud Aali
Masoud Aali (persiska: مسعود عالی), även känd som Ustad Aali, född 1963 i Teheran, är en iransk imam och föreläsare. Han började studera i hawza år 1981 och är nu lärare i de islamiska seminarierna.